# Novo Brasil
Novo Brasil è un comune del Brasile nello Stato del Goiás, parte della mesoregione del Centro Goiano e della microregione di Iporá.